# Нюбърг (Орегон)
Нюбърг (на английски: Newberg) е град в щата Орегон, САЩ. Нюбърг е с население от 23 609 жители (приблизителна оценка от 2017 г.) и обща площ от 13 км² (5 мили²). Получава статут на град през 1889 г. Разположен е на 53,34 м (175 фута) надморска височина.